# 托利馬火山

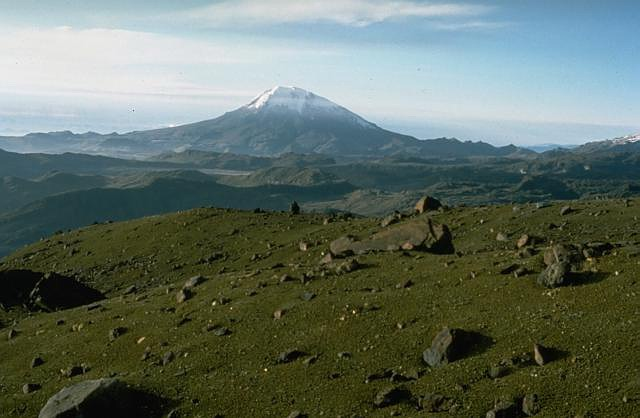

托利馬火山是哥倫比亞的火山，位於該國西部內瓦多·德·魯伊斯火山以南，由托利馬省負責管轄，最高點海拔高度5,216米，最近一次火山噴發在1943年發生。